# Швидка допомога (телесеріал)
«Швидка допомога» (англ. ER від англ. Emergency Room — відділення швидкої допомоги) — американський телесеріал, що розповідає про життя приймального відділення окружної лікарні Чикаго (штат Іллінойс), її співробітників і пацієнтів. Серіал створено Майклом Крайтоном і було вперше показано на телеканалі NBC (вересень 1994 року — квітень 2009 року). Складається з 15 сезонів і став найдовготривалішою медичною драмою, показаною в прайм-тайм за всю історію американського телебачення. Володар 23-х премій Еммі, в тому числі як найкращий драматичний серіал (1996). Був номінований на 124 премії Еммі та став першим серіалом за цим показником і другим телешоу після програми «Суботнього вечора в прямому ефірі». З 1998 до 2002 року кожна серія серіалу обходилася каналу в рекордні 13 мільйонів, а з 2002 до 2005 — в 9 мільйонів доларів.

## Історія створення
1974 року Майкл Крайтон написав сценарій, заснований на власному досвіді роботи лікарем-стажистом у приймальному відділенні швидкої допомоги. Сценарій було запропоновано декільком телевізійним компаніям, але всі вони відмовилися від нього на підставі того, що сценарій вимагає значних доопрацювань. Сама ідея сценарію багатьом сподобалась, але він був затехнічним, дія розгорталася зашвидко, та було забагато сухої медичної термінології. Автор був проти адаптації та спрощення сюжетних ліній, тому сценарій не було екранізовано, і Крайтон зосередився на іншій роботі. 1990 року він опублікував роман «Парк Юрського періоду», а 1993 року почав працювати з режисером Стівеном Спілбергом над адаптацією книги для фільму. Тоді ж Крайтон і Спілберг повернулися до сценарію «Швидкої допомоги» та вирішили, що краще зняти двогодинну пілотну серію для телесеріалу, ніж повнометражний фільм на основі цього сценарію. Кінокомпанія Amblin Entertainment Стівена Спілберга затвердила Джона Веллса виконавчим продюсером телесеріалу.

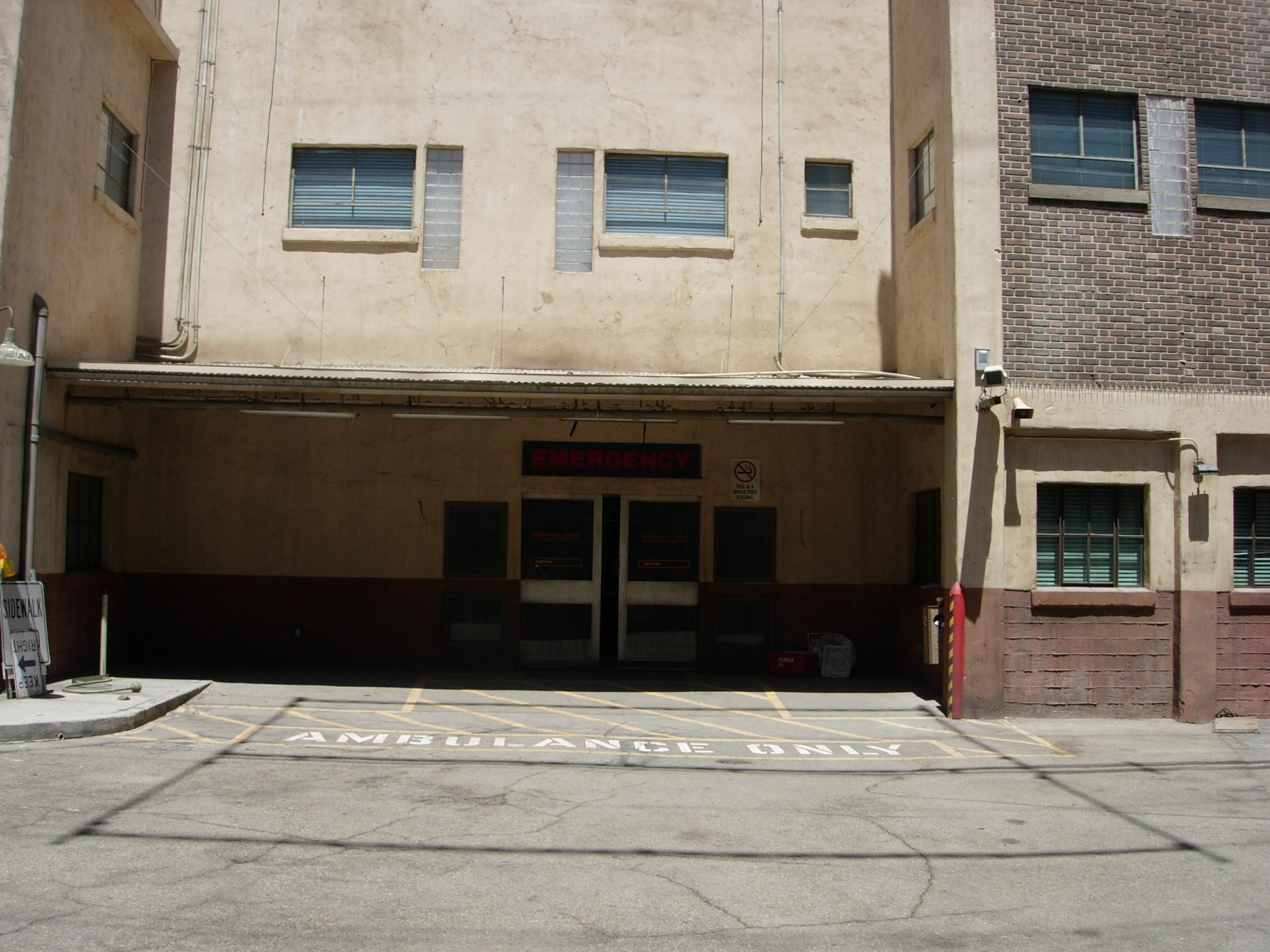
Декорації серіалу на студії Warner Bros., місто Бербанк

Сценарій пілотної серії, по суті, не відрізнявся від написаного Крайтоном 1974 року. Єдині істотні зміни, зроблені продюсерами, торкнулись образу Сюзан Льюїс і Пітера Бентона. Також довелося скоротити тривалість пілотної серії на 20 хвилин, аби вмістити її у двогодинний телевізійний блок. Через брак часу та засобів на побудову декорацій пілотну серію «Швидкої допомоги» знімали в колишній муніципальній лікарні Лос-Анджелеса, яка припинила функціювати як медичний центр 1990 року. Пізніше знімальний майданчик було побудовано на студії Warner Bros. у Бербанку, штат Каліфорнія, хоча в серіалі дуже часто використовуються панорами Чикаго, особливо його знаменитого метрополітену.
Воррен Літтлфілд, який працював на NBC того часу, був вражений серіалом: «Ми були заінтриговані, але варто сказати, і дещо налякані тим, що намагалися запустити медичну драму всього за кілька років після успіху іншого медичного серіалу — „Сент-Елсвер“ (транслювався на каналі NBC з жовтня 1982 року до травня 1988 року)». Після того, як Стівен Спілберг долучився до телесеріалу як продюсер, телеканал NBC замовив іще шість епізодів. Успіх «Швидкої допомоги» здивував як виробників телесеріалів, так і критиків.
Спілберг покинув телесеріал через рік роботи продюсером, зробивши одну важливу зміну в оригінальному сценарії: медсестра Керол Гетевей, згідно з початковою концепцією, повинна була померти в пілотної серії, проте її образ було збережено. Майкл Крайтон лишився виконавчим продюсером протягом усіх 15 сезонів телесеріалу.
Над серіалом працювала велика команда сценаристів, серед них:
- Джон Веллс[en] — виконавчий продюсер і один з найпродуктивніших сценаристів серіалу.
- Лідія Вудвард[en] — сценаристка, стала виконавчою продюсеркою в третьому сезоні. Наприкінці шостого сезону лишила цю посаду, залишившись однією зі сценаристок серіалу.
- Джек Орман[en] — долучився до команди сценаристів у четвертому сезоні, покинув серіал наприкінці дев'ятого сезону.
- Девід Зейбел[en] — сценарист і виконавчий продюсер останніх сезонів, написав сценарій для 41 серії.
- Крістофер Чулак[en] — продюсер усіх 15 сезонів, працював виконавчим продюсером із четвертого сезону, але пізніше зосередився на інших проектах.

## Тема серіалу
У центрі серіалу — стосунки між лікарями і пацієнтами, взаємні стосунки лікарів, викладачів і студентів, а також особисте життя героїв серіалу. Часто порушуються питання певних травм і хвороб, ставлення пацієнтів і лікарів до смерті, а також тема самогубства. Крім того, обговорюються такі невиліковні хвороби, як хвороба Паркінсона, БАС, синдром Дауна, а також ВІЛ-інфекція і СНІД. Зокрема, порушується проблема того, чи може ВІЛ-інфікований спеціаліст продовжувати роботу у «швидкій допомозі» чи повинен бути ізольований від хворих. Усе це відбувається на тлі соціальних проблем великих американських міст — таких, як расизм, бандитизм, алкоголізм і наркоманія.
Неодноразово порушуються етичні питання евтаназії та волі самого пацієнта: чи прийнятно попри волю невиліковно хворого рятувати та підтримувати його життя за допомогою спеціального обладнання. Крім того, обговорюються проблеми переривання вагітності й усиновлення дітей.
У серіалі часто порушуються питання структури й організації медичної допомоги в США, її фінансування та страхування, а також брак фахівців-медиків. Часто автори пропонують подивитися на всю систему медичної допомоги очима пацієнтів і лікарів, а не чиновників і представників великих фірм. У зв'язку з цим розглядається навіть питання страйку середнього медичного персоналу, що може згубно вплинути на роботу всієї «швидкої допомоги».
У пізніших сезонах у серіалі обговорюються проблеми Африки та Близького Сходу. Розповідається про війну в Конго (9—10 сезони), війну в Іраку (11—12 сезони) та конфлікт у Дарфурі (12 сезон).

## У головних ролях
| Актор              | Персонаж        | Сезони   | Сезони   | Сезони   | Сезони   | Сезони   | Сезони   | Сезони   | Сезони   | Сезони   | Сезони     | Сезони   | Сезони   | Сезони   | Сезони   | Сезони     |
| Актор              | Персонаж        | 1        | 2        | 3        | 4        | 5        | 6        | 7        | 8        | 9        | 10         | 11       | 12       | 13       | 14       | 15         |
| ------------------ | --------------- | -------- | -------- | -------- | -------- | -------- | -------- | -------- | -------- | -------- | ---------- | -------- | -------- | -------- | -------- | ---------- |
| Ентоні Едвардс     | Марк Грін       | Постійно | Постійно | Постійно | Постійно | Постійно | Постійно | Постійно | Постійно |          |            |          |          |          |          | Гість      |
| Джордж Клуні       | Даг Росс        | Постійно | Постійно | Постійно | Постійно | Постійно | Гість    |          |          |          |            |          |          |          |          | Гість      |
| Шеррі Стрінгфілд   | Сюзан Льюїс     | Постійно | Постійно | Постійно |          | Постійно | Постійно | Постійно | Постійно | Постійно |            |          | Гість    |          |          |            |
| Ноа Вайлі          | Джон Картер     | Постійно | Постійно | Постійно | Постійно | Постійно | Постійно | Постійно | Постійно | Постійно | Постійно   | Постійно | Гість    |          |          | Періодично |
| Джуліанна Маргуліс | Керол Гетевей   | Постійно | Постійно | Постійно | Постійно | Постійно | Постійно |          | Гість    |          |            |          |          |          |          |            |
| Ерік Ла Саль       | Пітер Бентон    | Постійно | Постійно | Постійно | Постійно | Постійно | Постійно | Постійно | Постійно |          |            |          |          |          |          | Гість      |
| Глорія Рубен       | Джіні Буле      | Гість    | Постійно | Постійно | Постійно | Постійно | Постійно |          |          |          |            |          |          |          | Гість    |            |
| Лора Іннес         | Керрі Вівер     |          | Гість    | Постійно | Постійно | Постійно | Постійно | Постійно | Постійно | Постійно | Постійно   | Постійно | Постійно | Постійно |          |            |
| Марія Белло        | Анна дель Аміко |          |          | Гість    | Постійно |          |          |          |          |          |            |          |          |          |          |            |
| Алекс Кінгстон     | Елізабет Кордей |          |          |          | Постійно | Постійно | Постійно | Постійно | Постійно | Постійно | Постійно   | Постійно |          |          |          | Гість      |
| Парміндер Награ    | Нила Расготра   |          |          |          |          |          |          |          |          |          | Постійно   | Постійно | Постійно | Постійно | Постійно | Постійно   |
| Скотт Граймс       | Арчі Морріс     |          |          |          |          |          |          |          |          |          | Періодично | Постійно | Постійно | Постійно | Постійно | Постійно   |

## В інших ролях
- Лікарі
  - доктор Олександр Бебкок — Девід Брісбін, 1997—2001
  - доктор Меггі Дойл — Джорджа Фокс, 1996—1999
  - доктор Люсьєн Дубенко — Ліленд Орсер, 2004—2009
  - доктор Джек Кейсон — Сем Андерсон, 1994—2007
  - доктор Еббі Кітон — Гленн Гідлі, 1996—1997
  - доктор Віктор Кліменте — Джон Легуізамо, 2005—2006
  - доктор Джанет Коберн — Емі Акіно, 1994—2008
  - доктор Кімберлі «Ким» Легаспі — Елізабет Мітчелл, 2000—2001
  - доктор Девід Моргенштерн — Вільям Мейсі, 1994—1998, 2008
  - доктор Дональд Онспо — Джон Ейлворд, 1996—2008
  - доктор Вільям «Дикий Віллі» Свіфт — Майкл Айронсайд, 1994—1997
  - доктор Табаш — Тед Руні
  - доктор Джон «Тег» Тальєрі — Рік Россовіч, 1994—1995
  - доктор Анжела Гікс — Сі Сі Ейч Паундер, 1994—1997
  - доктор Девід «Дів» Цвєтік — Джон Террі, 1994—1995
  - Лікарка Лаверн Сент-Джон - Бреша Вебб
- Медсестри та медбрати
  - Конні Олігаріо — Конні Марі Бразелтон, 1994—2003
  - Чуні Маркес — Лаура Серон, 1995—2009
  - Гейлі Адамс — Іветт Фріман, 1994—2009
  - Лілі Джарвік — Лілі Марій, 1994—2009
  - Лідія Райт — Еллен Кроуфорд, 1994—2003, 2009
  - Малік МакГрат — Дізер Ді, 1994—2009
  - Йош Таката — Гедде Ватанабе, 1997—2003
  - Венді Голдман — Ванесса Маркес, 1994—1997
- Парамедики:
  - Двайт Задро — Монті Расселл, 1995—2008
  - Рауль Мелендес — Карлос Гомес, 1996
  - Моралес — Деметріус Наварро, 1998—2008
  - Памела Олбіс — Лінн А. Гендерсон, 1995—2008
  - Доріс Пікман — Емілі Вагнер, 1994—2008
  - Реймонд «Шеп» Шепард — Рон Елдард, 1995—1996
- Реєстратори
  - Аміра — Памела Сінха, 1999-2001, 2003—2005
  - І. Рей Бозман — Чарльз Ноланд
  - Джеррі Марковіч — Абрахам Бенрубі, 1994—1999, 2001—2006
  - Френк Мартін — Трой Еванс, 2000—2009
  - Роландо — Роландо Моліна, 1994—1996
  - Тіммі Ровлінс — Гленн Пламмер, 1994—1995, 2006—2007
  - Міранда «Ренді» Фронзак — Крістін Мінтер, 1995—2003
  - Ксав'є — Джессі Боррего, 2007
  - Синтія Гупер — Маріска Гарґітай, 1997—1998
  - Ендрю «Енді» — Ендрю Бовен, 2000

## Запрошені актори
| - Аарон Пол - Адам Голдберг - Адам Скотт - Алан Дейл - Андреа Паркер - Антон Єльчін - Арманд Ассанте - Ана Ортіс - Бен Фостер - Бізі Філіпс - Бонні Бартлетт - Бруно Кампос - Вентворт Міллер - Дакота Феннінг - Джеймс Белуші - Джеймс Вудс - Джон Гокс - Джон Гріз - Джордан Келловей - Джордж Ідс - Джуліанна Ніколсон - Джун Сквібб - Девід Крамхолц - Денні Ґловер - Еллен Альбертіні Дау - Еллісон Скальотті - Еміль Гірш | - Ернест Боргнайн - Жулі Дельпі - Зак Ефрон - Ікбал Теба - Кевін Дюранд - Кевін Тай - Кірстен Данст - Клеа ДюВалл - Крістін Девіс - Кел Пенн - Клер Кері - Кет Деннінгс - Крістофер Томас Гауелл - Лаверн Скотт Колдвелл - Ларрі Джошуа - Ліза Едельштейн - Ліза Зейн - Луїс Госсетт-молодший - Люсі Лью - Мігель Феррер - Міккі Руні - Мітч Піледжі - Міша Коллінз - Ніа Лонг | - Омар Еппс - Пітер Джекобсон - Пол Фріман - Ребекка де Морней - Рей Ліотта - Рома Маффіа - Руні Мара - Саллі Філд - Сара Рю - Свузі Керц - Скотті Піппен - Стівен Калп - Стейсі Кіч - Стенлі Туччі - Сем Вітвер - Сьюзен Серендон - Том Арнольд - Тенді Ньютон - Форест Вітакер - Франсуа Шо - Хлоя Грінфілд - Шая Лабаф - Ширі Епплбі - Юен Мак-Грегор |

## Сезони й епізоди
| Сезон | Кількість епізодів | Прем'єра сезону | Показ останнього епізоду сезону | Рейтинг у США                        | Реліз DVD      | Реліз DVD        | Реліз DVD         |
| Сезон | Кількість епізодів | Прем'єра сезону | Показ останнього епізоду сезону | Рейтинг у США                        | Регіон 1       | Регіон 2         | Регіон 4          |
| ----- | ------------------ | --------------- | ------------------------------- | ------------------------------------ | -------------- | ---------------- | ----------------- |
| 1     | 24 або 25          | 19 вересня 1994 | 18 травня 1995                  | 19,0 мільйонів сімей (2-е місце)     | 26 серпня 2003 | 23 лютого 2004   | 28 квітня 2004    |
| 2     | 22                 | 21 вересня 1995 | 16 травня 1996                  | 21,0 мільйонів сімей (1-е місце)     | 27 квітня 2004 | 26 липня 2004    | 15 липня 2004     |
| 3     | 22                 | 26 вересня 1996 | 15 травня 1997                  | 20,5 мільйонів сімей (1-е місце)     | 26 квітня 2005 | 31 січня 2005    | 16 грудня 2004    |
| 4     | 22                 | 25 вересня 1997 | 14 травня 1998                  | 19,9 мільйонів сімей (2-е місце)     | 20 грудня 2005 | 16 травня 2005   | 27 квітня 2005    |
| 5     | 22                 | 24 вересня 1998 | 20 травня 1999                  | 17,65 мільйонів сімей (1-е місце)    | 11 липня 2006  | 24 жовтня 2005   | 15 листопада 2005 |
| 6     | 22                 | 30 вересня 1999 | 18 травня 2000                  | 25,0 мільйонів глядачів (4-е місце)  | 19 грудня 2006 | 3 квітня 2006    | 5 травня 2006     |
| 7     | 22                 | 12 жовтня 2000  | 17 травня 2001                  | 22,4 мільйонів глядачів (2-е місце)  | 15 травня 2007 | 18 вересня 2006  | 3 жовтня 2006     |
| 8     | 22                 | 27 вересня 2001 | 16 травня 2002                  | 22,1 мільйонів глядачів (3-е місце)  | 22 січня 2008  | 16 липня 2007    | 6 вересня 2007    |
| 9     | 22                 | 26 вересня 2002 | 15 травня 2003                  | 20,0 мільйонів глядачів (6-е місце)  | 17 червня 2008 | 29 жовтня 2007   | 31 жовтня 2007    |
| 10    | 22                 | 25 вересня 2003 | 13 травня 2004                  | 19,5 мільйонів глядачів (8-е місце)  | 3 березня 2009 | 28 січня 2008    | 7 травня 2008     |
| 11    | 22                 | 23 вересня 2004 | 19 травня 2005                  | 15,5 мільйонів глядачів (16-е місце) | 14 липня 2009  | 21 квітня 2008   | 7 травня 2008     |
| 12    | 22                 | 22 вересня 2005 | 18 травня 2006                  | 12,3 мільйонів глядачів (30-е місце) | 12 січня 2010  | 15 вересня 2008  | 1 жовтня 2008     |
| 13    | 23                 | 21 вересня 2006 | 17 травня 2007                  | 11,5 мільйонів глядачів (40-е місце) | 6 липня 2010   | 3 листопада 2008 | 29 квітня 2009    |
| 14    | 19                 | 27 вересня 2007 | 15 травня 2008                  | 9,16 мільйонів глядачів (54-е місце) | 11 січня 2011  | 18 травня 2009   | 28 квітня 2010    |
| 15    | 22 або 23          | 25 вересня 2008 | 2 квітня 2009                   | 10,3 мільйонів глядачів (37-е місце) | 12 липня 2011  | 21 вересня 2009  | 12 жовтня 2010    |

1. ↑  З урахуванням пілотної серії.
2. ↑  ClassicTVHits.com: TV Ratings > 1990's. Архів оригіналу за 4 квітня 2013. Процитовано 25 березня 2013.
3. ↑  Nielsen's TOP 156 Shows for 2002–03 – rec.arts.tv. Google Groups. Groups.google.com. Архів оригіналу за 26 травня 2013. Процитовано 3 вересня 2011.
4. ↑  ABC Television Network 2006—2007 Primetime Ranking Report. ABC Medianet. 30 травня 2007. Архів оригіналу за 23 березня 2012. Процитовано 31 травня 2011.
5. ↑  ABC Television Network 2007—2008 Primetime Ranking Report. ABC Medianet. 28 травня 2008. Архів оригіналу за 13 квітня 2010. Процитовано 3 липня 2009.
6. ↑  З урахуванням односерійної ретроспективи серіалу.
7. ↑  ABC Television Network 2008—2009 Primetime Ranking Report. ABC Medianet. 2 червня 2009. Архів оригіналу за 10 квітня 2014. Процитовано 31 травня 2011.

## Саундтрек
1. Theme From ER — Джеймс Ньютон Говард (3:02)
2. Dr. Lewis And Renee (з «The Birthday Party») (1:57)
3. Canine Blues (з «Make Of Two Hearts») (2:27)
4. Goodbye Baby Susie (з «Fever Of Unknown Origin») (3:11)
5. Doug & Carol (з «The Gift») — композитори Джеймс Ньютон Говард і Мартін Девіч (1:59)
6. Healing Hands — Марк Кохн (4:25)
7. The Hero (from «Hell And High Water») — композитори Джеймс Ньютон Говард і Мартін Девіч (1:55)
8. Carter, See You Next Fall (з «Everything Old Is New Again») (1:28)
9. Reasons For Living — Дункан Шейк (4:33)
10. Dr. Green And A Mother's Death (з «Love's Labor Lost») (2:48)
11. Raul Dies (з «The Healers») (2:20)
12. Hell And High Water (з «Hell And High Water») — композитори Джеймс Ньютон Говард і Мартін Девіч (2:38)
13. Hold On (з «Hell And High Water») (2:47)
14. Shep Arrives (з «The Healers») (3:37)
15. Shattered Glass (з «Hell And High Water») (2:11)
16. Theme From ER — Джеймс Ньютон Говард (1:00)
17. It Came Upon A Midnight Clear — Майк Фіннеган (2:30)

## Нагороди

### Премії
Еммі (вибірково)
- Найкращий драматичний серіал (1996)
- Найкраща акторка другого плану — Джуліана Маргуліс (1995)
- Найкращий режисер у драматичному серіалу — Мімі Ледер у серії «Love's Labor Lost» (1995)
- Найкраща запрошена акторка у драматичному серіалі — Саллі Філд (2001)
- Найкращий запрошений актор у драматичному серіалі — Рей Ліотта (2005)

### Номінації
- Найкращий драматичний серіал (1995, 1997—2001) шість номінацій
- Найкраща чоловіча роль у драматичному серіалі — Ентоні Едвардс (1995—1998) чотири номінації
- Найкраща чоловіча роль у драматичному серіалі — Джордж Клуні (1995—1996) дві номінації
- Найкраща жіноча роль у драматичному серіалі — Шеррі Стрінгфілд (1995—1997) три номінації
- Найкраща жіноча роль у драматичному серіалі — Джуліанна Маргуліс (1997—2000) чотири номінації
- Найкращий актор другого плану у драматичному серіалі — Ноа Вайлі (1995—1999) п'ять номінацій
- Найкращий актор другого плану у драматичному серіалі — Ерік Ла Саль (1995, 1997—1999) три номінації
- Найкращий актор другого плану у драматичному серіалі — Пол Маккрейн (2001)
- Найкраща акторка другого плану у драматичному серіалі — Джуліанна Маргуліс (1996)
- Найкраща акторка другого плану у драматичному серіалі — Лора Іннес (1997—1998) дві номінації
- Найкраща акторка другого плану у драматичному серіалі — Глорія Рубен (1997—1998) дві номінації
- Найкраща акторка другого плану у драматичному серіалі — Мойра Тірні (2001)
- Найкращий режисер у драматичному серіалі — Род Голкомб у серії-пілот «24 години» (1995)
- Найкращий запрошений актор у драматичному серіалі — Дон Чідл (2003)
- Найкращий запрошений актор у драматичному серіалі — Боб Ньюхарт (2004)
- Найкращий запрошений актор у драматичному серіалі — Рей Баттанс (2005)
- Найкращий запрошений актор у драматичному серіалі — Джеймс Вудс (2006)
- Найкращий запрошений актор у драматичному серіалі — Форест Вітакер (2007)
- Найкраща запрошена акторка у драматичному серіалі — Колін Флінн у серії «Love's Labor Lost» (1995) у ролі Джоді О'Браєн
- Найкраща запрошена акторка у драматичному серіалі — Розмарі Клуні у серії «Going Home» (1995) у роли Мадам Ікс
- Найкраща запрошена акторка у драматичному серіалі — Саллі Філд (2003) у ролі Меггі Вайзінскі